# Palača Schleissheim
Palača Schleissheim (nemško Schloss Schleißheim) obsega tri posamezne palače v velikem baročnem parku v vasi Oberschleißheim, predmestju Münchna na Bavarskem, v Nemčiji. Palača je bila poletna rezidenca bavarskih vladarjev rodbine Wittelsbach.

## Palača

### Stara palača Schleissheim
Zgodovina palače Schleissheim se je začela z renesančno podeželsko hišo (1598), ki jo je zgradil Viljem V. blizu dvorca Dachau. Osrednja vrata in stolp z uro med obema dvoriščema segata v prvo obdobje gradnje. Notranje dvorišče se imenuje Maximilianshof, zunanje Wilhelmshof. Pod Viljemovim sinom Maksimilijanom I. so stavbe med 1617 in 1623 razširili pod vodstvom Heinricha Schöna in Hansa Krumperja v tako imenovano Staro palačo. Ta stavba je bila tipološko podobna gradu Laufzorn v Oberhachingu, ki ga je začel graditi Maksimilijanov brat Albert leto prej. Tudi tu se v prvo nadstropje, ki se je uporabljalo kot prebivališče, pride po zunanjem stopnišču. Stavba, ki je bila oblikovana v slogu Andrea Palladia v pozni renesansi, je bila dokončana leta 1623. Tukaj je leta 1679 umrl Maksimilijanov sin in naslednik Ferdinand Maria.
Sobe je okrasil Peter Candid. Ohranjena je bila večina štukaturne dekoracije Wilhelmskapelle. Stara palača Schleissheim danes gosti dve razstavi, eno o verski kulturi, drugo o zgodovini Prusije. Velika dvorana sredi glavne stavbe danes služi kot preddverje za muzeje.

### Nova palača Schleissheim
Zuccalli je končno postavil baročno Novo palačo med obema palačama leta 1701-1704 kot novo rezidenco, saj je volilni knez pričakoval cesarsko krono. Toda po tem, ko je Max Emanuel za nekaj let izgubil Bavarsko v vojni za špansko nasledstvo, so bila gradbena dela prekinjena. Joseph Effner je leta 1719-1726 stavbo razširil v eno najbolj veličastnih baročnih palač. Toda dokončano je bilo samo glavno krilo.
Nova palača je mogočna konstrukcija, dolga več kot 300 metrov. Glavna zgradba, corps de Logis, je razdeljena s 37 okni, obrnjenimi na park, enajst jih je na srednjem delu z velikim stopniščem, dvorano in galerijo. Srednji del je strukturiran s pilastri. Glavno krilo je povezano z arkadami z dvema paviljonoma na jugu in na severu; južni paviljon naj bi služil kot gostišče, severni pa vseboval črpališče za vodnjake v parku. Osrednja stavba palače ima tri nadstropja. V zgornjem nadstropju osrednje stavbe je vrtna stran z veliko teraso. Ta terasa je posledica spremembe osnutka, saj so se deli vrtne fasade med gradnjo zrušili zaradi nenosilnih tal.
Pomembni primeri nemške baročne arhitekture so predvsem Velika dvorana, Velika galerija, široko stopnišče, Maksimilijanova kapela in štirje državni apartmaji, ki so jih opremili umetniki, kot so Charles Dubut, Franz Joachim Beich, Johann Baptist Zimmermann, Cosmas Damian Asam in Jacopo Amigoni . Velika galerija je bila zgrajena v skladu z osnutkom, ki ga je pripravil Robert de Cotte. Dvorana zmage, Rdeči kabinet in Kapela kneginje ohranjajo najpomembnejše notranje dekoracije. Zuccallijevo Veliko stopnišče je še posebej pomembno v arhitekturi: stopnice in temelji ležijo v visoki, široki dvorani, ideji, ki jo je Balthasar Neumann pozneje prevzel pri oblikovanju Augustusburške palače v Brühlu in Rezidence v Würzburgu. Kupolna freska Cosmasa Damiana Asama prikazuje Venero v Vulkanovi kovačiji, kjer je izdelal orožje za njenega sina Aneja, ki ima obraz Maxa Emanuela. Večina sob še vedno kaže svojo originalno poznobaročno dekoracijo, ki slavi zmage volilnega kneza nad Turki. V celoti ohranjene gobelinske tapiserije je prevzel Max Emanuel od flamskih izdelovalcev, ko je opravljal funkcijo guvernerja za špansko Nizozemsko.
Sin Maxa Emanuelsa, cesar Karel VII. Albert je imel raje zasebnejše vzdušje dvorca Nymphenburg, tako da je bilo končano le eno od štirih načrtovanih kril.
Maxa Emanuela vnuk, Maksimilijan III. Josef je naročil, da nekatere sobe okrasijo v rokoko slogu. Leta 1763 je Ignaz Günther okrasil krila vzhodnega portala z alegoričnimi okraski. Pod kraljem Ludvikom I. je končno Leo von Klenze zaključil Veliko stopnišče.
Klenzejeve neoklasicistične spremembe fasade niso bile obnovljene po porušitvi v drugi svetovni vojni.

#### Galerija baročnih slik
Galerija baročnih slik v lasti Bavarske državne zbirke slik je danes razstavljena v več prostorih. Med umetniki so flamski baročni slikarji, kot sta Peter Paul Rubens in Anthony van Dyck, Italijani kot Guido Reni, Luca Giordano, Guercino, Carlo Saraceni, Marcantonio Bassetti, Alessandro Turchi, Carlo Dolci in Pietro da Cortona, pa tudi Nemci Joachim von Sandrart , Johann Heinrich Schönfeld in Johann Carl Loth ter španski slikarji Alonso Cano, José Claudio Antolinez in José de Ribera.
Francoske slike iz 17. in 18. stoletja, razstavljene v palači, so večinoma zgodovinsko tesno povezane z volilnim knezom Maxom Emanuelom in njegovo družino. Na primer, nekatere slike Pierre-Denisa Martina kažejo njegove francoske in poljske sorodnike, njegova sestra je bila poročena z velikim dauphinom, sam je bil v drugo poročen s hčerko poljskega kralja Jana Sobieskega. Velika slika zgodovinopisja Josepha Viviena se ukvarja z združitvijo volilnega kneza s svojo družino leta 1715. Sobe z bojnimi slikami tudi slavijo kneza.
Nekdanja Gardesaal, preurejena leta 1762 v novo jedilnico, prikazuje portrete vseh bavarskih volilnih knezov med letoma 1597 in 1777. Na severni steni so portreti Maksimilijana I., ki ga je naslikal Nikolaus Prugger, portret Ferdinanda Mariasa v stoječem položaju Georga Desmaréesa in upodobitev Maxa II. Emanuela na konju kot poveljnika, Martina Maingauda. Na južni steni so konjeniški portreti Karla Alberta in Maxa III. Josefa, delo Desmaréesa. Slike platna, ki so vgrajene v stene, so starejše in opremljene s sedanjo velikostjo okvirja.
Leta 1852 je bilo več kot 1000 slik, ki so bile shranjene v Bayerische Staatsgemäldesammlungen v Schleissheimu, Augsburgu in Nürnbergu, prodano na javni dražbi z dovoljenjem bavarske kraljeve hiše. Sredstva so bila uporabljena za financiranje sodobnih pridobitev portretne galerije Wittelsbachov.

### Dvorec Lustheim
Enrico Zuccalli je leta 1684-1688 zgradil dvorec Lustheim kot vrtno vilo v italijanskem slogu za Maksimilijana II. Emanuela in njegovo prvo ženo, avstrijsko princeso Marijo Antonio.
Lustheim leži na otoku in oblikuje točko kot zaključek baročnega dvornega vrta. Tloris dvorca, ki spominja na stiliziran H, do osrednje glavne stavbe, sledita dva krilom podobna avant-corps. Zidana in opečna stavba je dvonadstropna, v srednjem delu prevladuje razgledišče, ki ponuja širok razgled na okolico. Središče dvorca je velika dvorana v srednjem delu, ki je bočno obdana s stanovanji kneza in kneginje. Zgoraj so bile preproste sobe za služabnike, v kleti so bile kuhinje in pomožne sobe.
V notranjosti prevladuje velika banketna dvorana na sredini stavbe. Freske so izdelali Johann Anton Gumpp, Francesco Rosa in Johann Andreas Trubillio.
Od leta 1968 je bila v dvorcu nameščena velika zbirka Meissenskega porcelana, ki jo je podaril  Porzellansammlung (Dresdenska zbirka porcelana) v Zwingerju, Dresden.
Dvorec je nekoč tvoril središče polkroga okroglih stavb. Še vedno obstajata dva paviljona: južno od Lustheima je Zucalli leta 1686 v južnem paviljonu postavil Renatus kapelo. Severni paviljon je okrašen hlev, ki je bil zgrajena za najljubše konje kneza Maxa Emanuela.

## Park
Veliki park je eden redkih ohranjenih baročnih vrtov v Nemčiji. Njegovo strukturo s kanali in območjem bosket je uredil Zuccalli. Dominique Girard, učenec Le Notreja, je zgradil velik parter in kaskado do leta 1720. Voda je osrednji element na vrtu. Veliki kanal v sredini parka in jarki okoli Lustheima so del sistema severnih münchenskih kanalov, sistem vodnih poti, ki je povezan tudi s kompleksom dvorca Nymphenburg.
Iz Stare palače je pogled usmerjen proti jugu do Frauenkirche v Münchnu, ki je tudi končna točka druge pogleda na palačo Fürstenried. Severna stran kanala je končna točka dvorca Dachau.
V Brunnhausu, ki ga je leta 1867 zgradil Carl von Effner, in je bil severno od Stare palače, so še vedno prisotna vodna kolesa in črpalke, zdaj pa jih poganjajo električne črpalke. 

## Pivski vrt
V palači je pivski vrt Schloßwirtschaft Oberschleißheim, na katerem je prostora za 1000 ljudi.  Njegove korenine segajo v leto 1597, ko se je ustanovitelj pivovarne Hofbräuhaus umaknil na kmetijo. Po izgradnji Nove palače Schleissheim v 17. stoletju je Schloßwirtschaft (grajska gostilna) skrbela za oskrbo delavcev in uslužbencev. Sledila je kraljeva pivovarna , ki je pred zaprtjem uživala dolgo obdobje uspeha. V senci kostanjev danes postrežejo s pivi Hofbrauhaus in tradicionalno bavarsko hrano, ki jo uživajo s slikovitim pogledom na palačo, zlasti ob sončnem zahodu. 

## V popularni kulturi
Več filmov je uporabljalo palačo Schleissheim kot filmsko kuliso:
- Odločitev pred zoro (1951) (Decision Before Dawn), ki jo je režiral Anatole Litvak, je uporabil notranjost in zunanjost Schleissheima.
- Steze slave (1957) (Paths of Glory), ki jo je režiral Stanley Kubrick, je veliko uporabljal palačo in njene prostore. Palača je služila kot sedež francoske vojske; usmrtitev francoskih vojakov prve svetovne vojne je bila posneta v velikem vrtu Nove palače; vojaško sodišče je bilo v Veliki dvorani znotraj palače.
- Lani v Marienbadu (1961) (L'Année dernière à Marienbad ), ki ga je režiral Alain Resnais, je palačo (skupaj z dvema v Münchnu) uporabljal kot glavno mesto za snemanje.
- Trije mušketirji (2011) so posneli nekaj prizorov v palači.

## Turizem
Do vasi Oberschleissheim in palače Schleissheim vodi Münchenska mestna železnica S-Bahn 1. 
Muzeji:
- Ekumenska zbirka Gertrud Weinhold (podružnica Bavarskega narodnega muzeja, Stara palača)
- Zbirka vzhodne in zahodne Prusije (Bavarski narodni muzej, Stara palača)
- Zbirka Meissenskega porcelana (Bavarski narodni muzej, dvorec Lustheim)
- Muzej Schlossmuseum (muzej notranje opreme, Nova palača, dvorec Lustheim)
- Galerija baročnih slik (del Bavarske državne slikarske zbirke, Nova palača)